# Greatest Day (singel Take That)
Greatest Day – singel pochodzący z piątej płyty studyjnej zespołu brytyjskiego – Take That. Premiera singla nastąpiła 24 listopada 2008 r. Promowany utworem album nosi nazwę „The Circus” i został wydany 1 grudnia 2008 roku na Wyspach Brytyjskich.

## Lista utworów
CD single
- Greatest Day
- Sleepwalking

## Teledysk
Teledysk do utworu ukazało się nieoficjalnie już 27 października 2008 roku na serwisie internetowym YouTube. Teledysk powstawał w centrum Los Angeles na dachu 60-piętrowego budynku znajdującego się w dzielnicy finansowej miasta – Downtown. Klip został wyreżyserowany przez Meierta Avisa, który współtworzył teledyski takich znakomitości, jak: U2, Damien Rice, Bruce Springsteen czy Bob Dylan. W filmie występują elementy fantastyczne tj. gwiezdny pył.

## Listy przebojów
| Lista Przebojów (2008) | Pozycja |
| ---------------------- | ------- |
| UK Singles Chart       | 1       |
| UK Download Chart      | 1       |
| Irish Singles Chart    | 2       |
| Austrian Singles Chart | 43      |
| Dutch Singles Chart    | 30      |
| Swedish Singles Chart  | 41      |
| German Singles Chart   | 27      |
| World Singles Chart    | 27      |
| Danish Singles Chart   | 28      |